# José María Gil-Robles
José María Gil-Robles y Gil-Delgado (ur. 17 czerwca 1935 w Madrycie, zm. 13 lutego 2023) – hiszpański polityk, prawnik, w latach 1989–2004 deputowany (III, IV i V kadencji), w latach 1997–1999 przewodniczący Parlamentu Europejskiego IV kadencji.

## Życiorys
Pochodził z rodziny o tradycjach politycznych. Jego ojciec José María Gil-Robles należał do założycieli i liderów ugrupowania CEDA. Jego brat Álvaro Gil-Robles był hiszpańskim rzecznikiem praw obywatelskich.
Z wykształcenia prawnik, absolwent Uniwersytetu w Salamance z 1957. Uzyskał uprawnienia adwokata, pełnił funkcję radcy prawnego w administracji parlamentu. Był też adiunktem na Uniwersytecie Complutense w Madrycie. Redagował czasopismo „Cuadernos para el diálogo”.
Działał w różnych ugrupowaniach centroprawicowych, po czym dołączył do Partii Ludowej. W wyborach w 1989 z jej ramienia po raz pierwszy uzyskał mandat posła do Parlamentu Europejskiego. W 1994 i 1999 skutecznie ubiegał się o reelekcję. Był m.in. wiceprzewodniczącym frakcji Europejskiej Partii Ludowej (1990–1992), wiceprzewodniczącym (od 1994) i następnie od stycznia 1997 do lipca 1999 przewodniczącym PE.